# Hačava
Hačava (bis 1927 slowakisch auch „Vieska“; deutsch Wagnerhau, ungarisch Ájfalucska – bis 1902 Falucska) ist eine Gemeinde im Osten der Slowakei mit 184 Einwohnern (Stand 31. Dezember 2024). Sie liegt im Okres Košice-okolie, einem Teil des Košický kraj.

## Geografie
Die Gemeinde Hačava liegt im Norden des Gebirgszuges Slowakischer Karst (Slovenský kras), umgeben vom gleichnamigen Nationalpark, 31 Kilometer westlich von Košice.

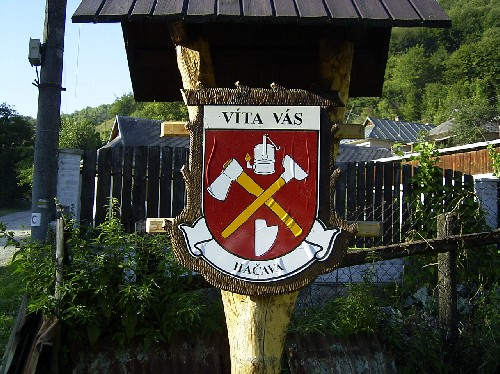
Ortseingang mit Wappenbild

Von der Verbindungsstraße R2 zwischen Košice und Rožňava zweigt bei Turňa nad Bodvou die einzige Zugangsstraße über die Nachbargemeinde Háj und durch ein enges Tal nach Hačava ab. Im Winter kann diese Straße schnell unpassierbar werden.
Das Ortsbild ist geprägt von Holzhäusern. Einige Einwohner von Košice besitzen hier Wochenendhäuser, Chata genannt.
Nachbargemeinden von Hačava sind Medzev im Nordosten, Turňa nad Bodvou im Südosten, Háj im Süden, Bórka im Westen sowie Štós im Nordwesten.

## Geschichte
Der Ort wurde 1409 zum ersten Mal urkundlich erwähnt und wurde von deutschen Siedlern unter einem „Meister Wagner“ gegründet. Durch die Türkenkriege und den Polnisch-Litauischen Krieg sahen sich die Bewohner gezwungen, den Ort wieder zu verlassen. Erst im 17. Jahrhundert wurde er von Ruthenen neu besiedelt. Von 1918 bis 1927 hieß er offiziell auch Vieska.
Bis 1918 gehörte die Gemeinde zum Königreich Ungarn und kam dann zur neu entstandenen Tschechoslowakei. Durch den Ersten Wiener Schiedsspruch kam sie von 1938 bis 1945 kurzzeitig wieder zu Ungarn (unter dem Namen Ájfalucska).

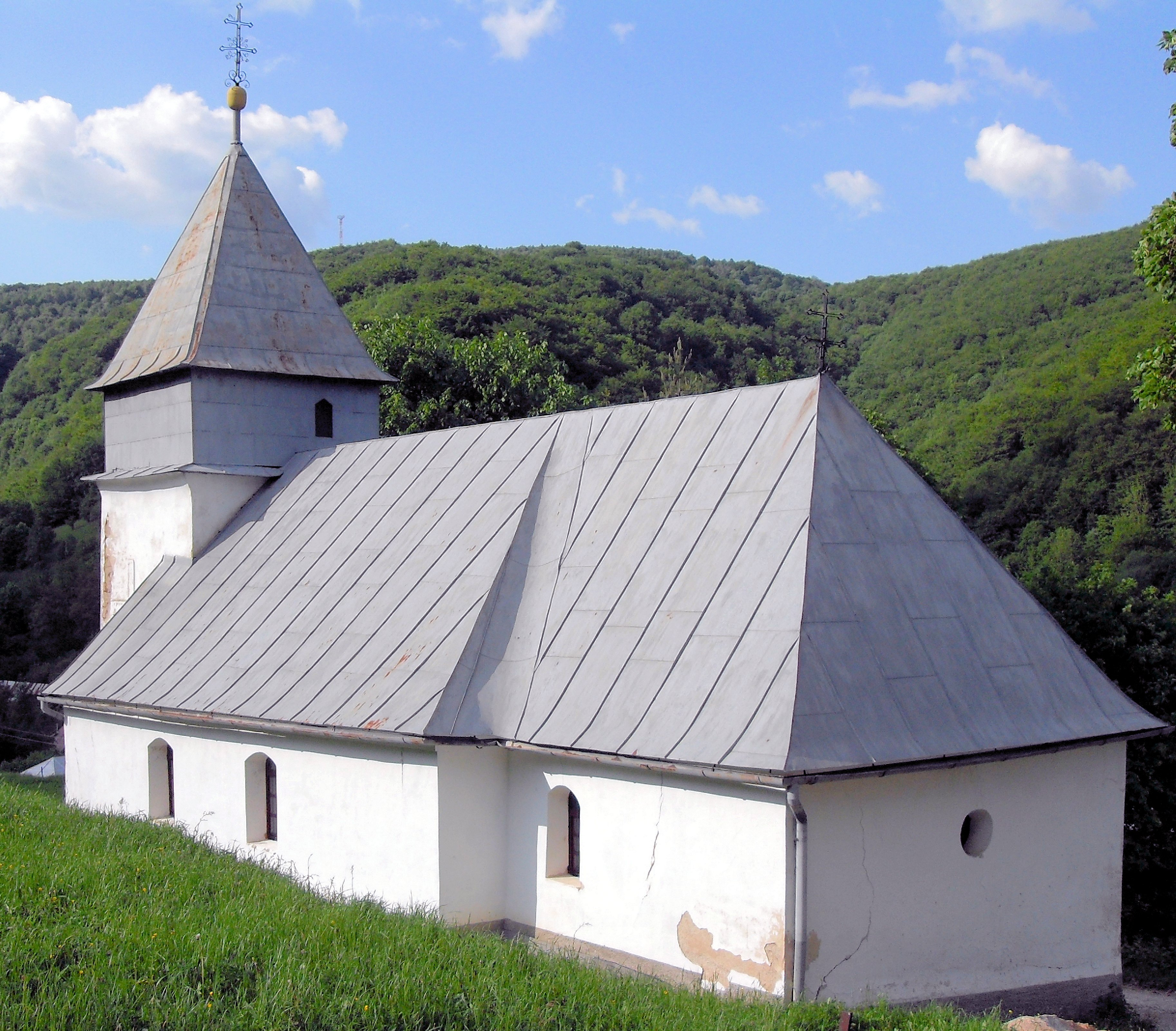
Griechisch-katholische
Mariä-Geburt-Kirche in Hačava

## Bevölkerung
| Jahr                | 1994 | 2004    | 2014    | 2024     |
| ------------------- | ---- | ------- | ------- | -------- |
| Anzahl der Personen | 216  | 229     | 228     | 184      |
| Unterschied         |      | +6,01 % | −0,43 % | −19,29 % |

| Jahr                | 2023 | 2024    |
| ------------------- | ---- | ------- |
| Anzahl der Personen | 187  | 184     |
| Unterschied         |      | −1,60 % |